# Gospel Rain
Gospel Rain (w latach 1991-98 pod nazwą Gospel) – polski zespół muzyki chrześcijańskiej. Ich styl to fuzja gospel, soulu, popu i jazzu. W roku 2016 zespół otrzymał nagrodę Złoty Krążek za utwór „Nigdy nie będziesz sam” z płyty Ogień na Festiwalu Chrześcijańskie Granie.

## Skład
- Grzegorz Głuch – założyciel, dyrygent chóru, śpiew, gitara akustyczna
- Natalia Terlecka – wokal
- Agata Czupryna – wokal
- Joanna Mania – wokal
- Dominika Sitarczuk – wokal
- Katarzyna Siarka – wokal
- Michał Lewartowicz – gitara
- Kacper Popek – perkusja
- Kornel Popławski – gitara basowa
- Łukasz Kołodziejczyk– piano, loopy, aranżacje

- chór – soprany: Karolina Iwaniak, Monika Kapłon, Krystyna Miazga, Katarzyna Siarka, Dominika Sitarczuk, Natalia Terlecka
- chór – alty: Agata Czupryna, Joanna Mania, Magdalena Młynarska, Urszula Olszówka-Wołosz, Edyta Zawistowska, Marta Zielińska
- chór – tenory: Grzegorz Głuch, Krzysztof Kaszczuk, Krzysztof Łukasik, Paweł MAciąg, Łukasz Opolski, Mateusz Piróg

## Dyskografia

### Albumy
- 2000: Ten, Kto przychodzi
- 2006: >Startooj
- 2011: N[3][4]
- 2016: Ogień